# Hóp đá
Hóp đá hay hóp, hóp sào, trúc, tre sợi (danh pháp: Bambusa textilis) là một loài thực vật có hoa trong họ Hòa thảo. Loài này được McClure mô tả khoa học đầu tiên năm 1940.

## Hình ảnh

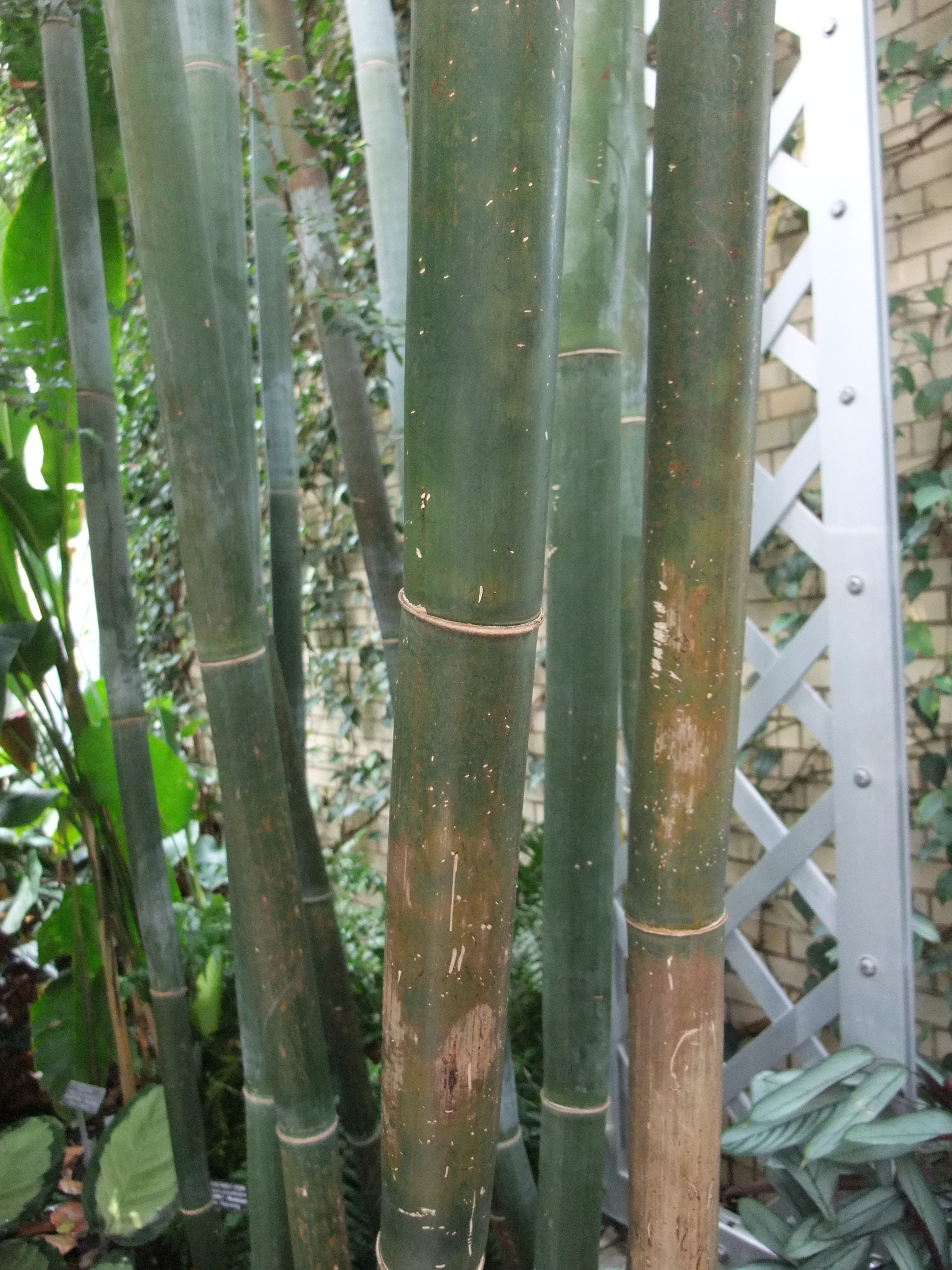
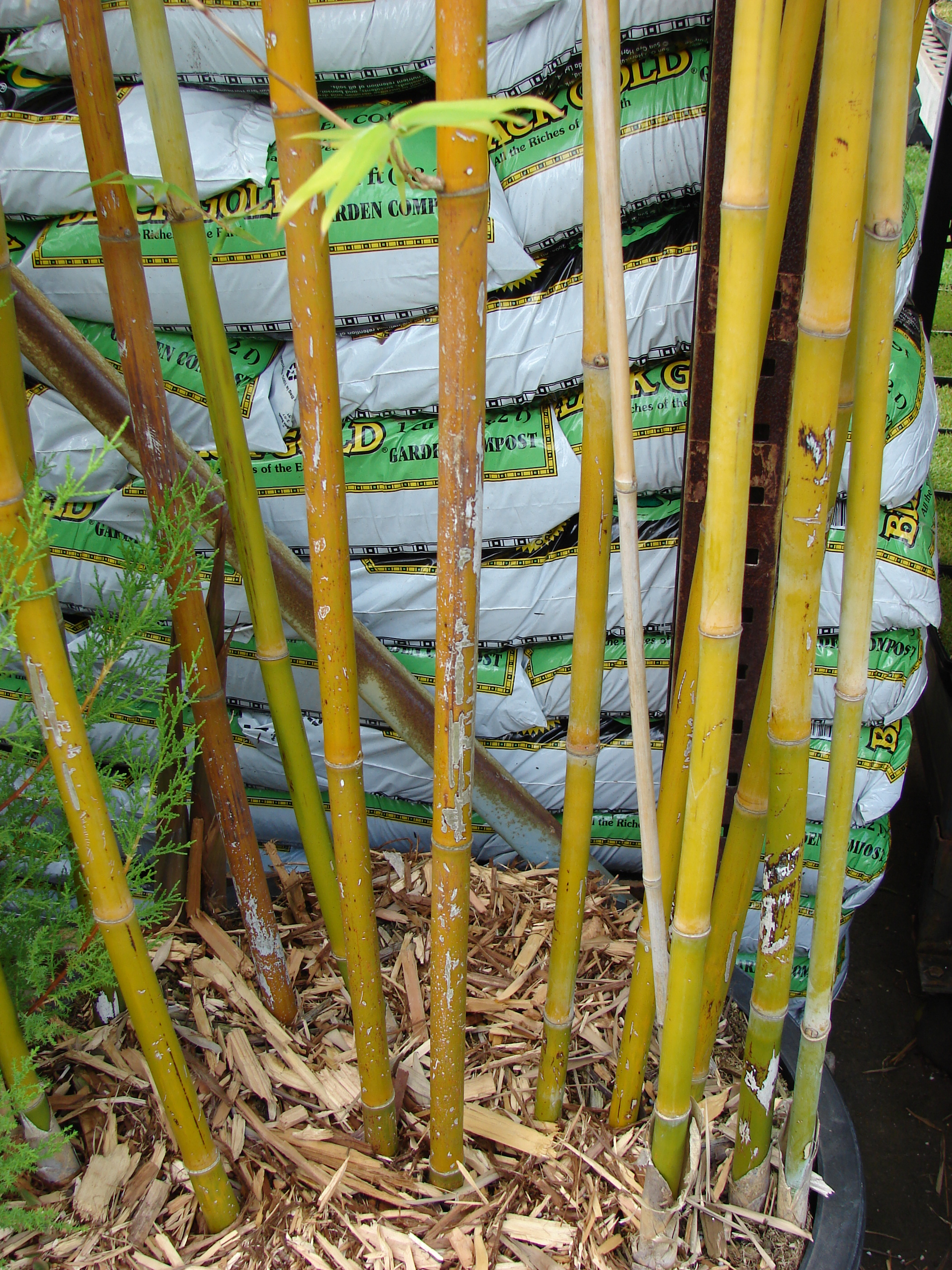
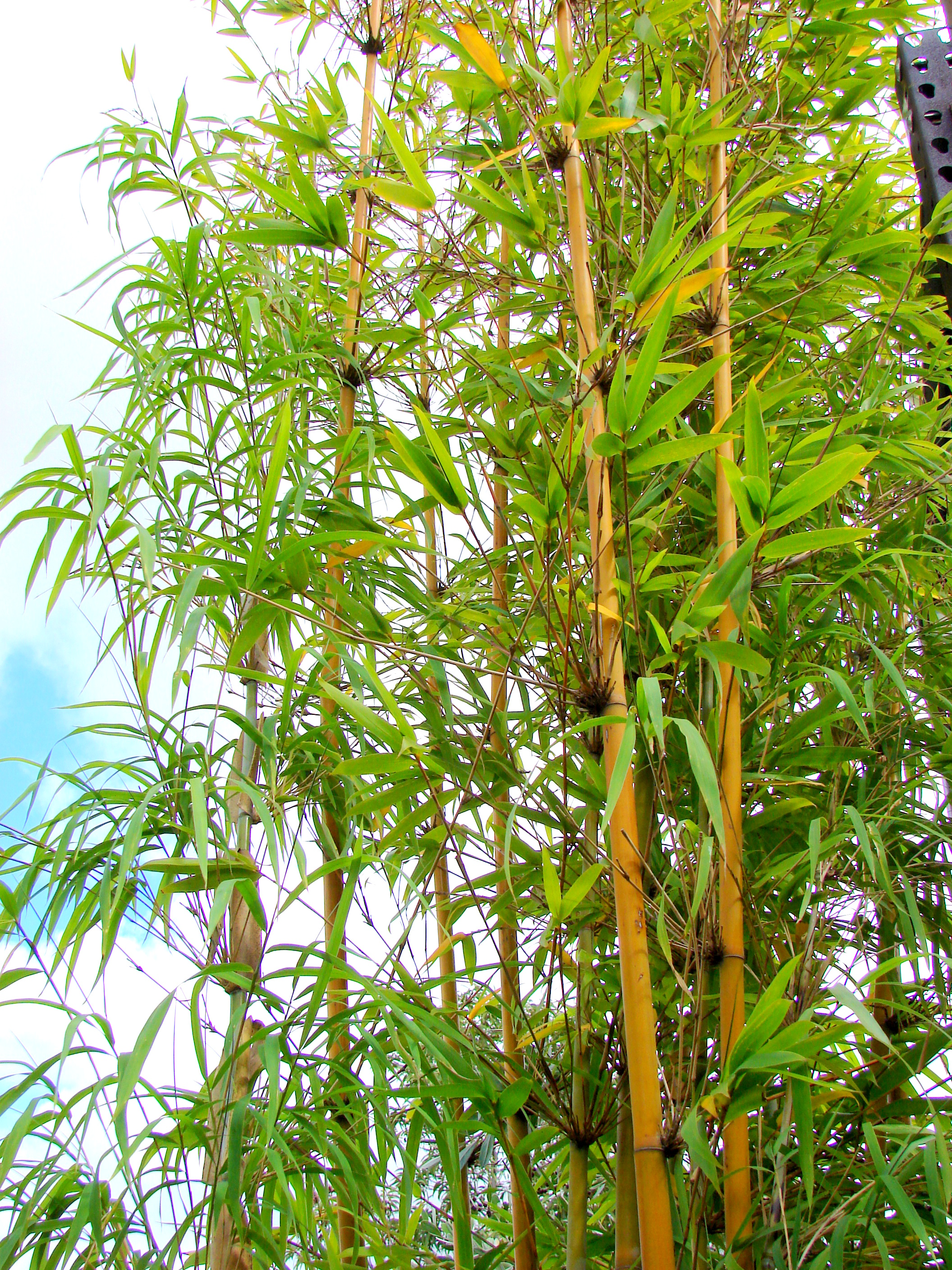
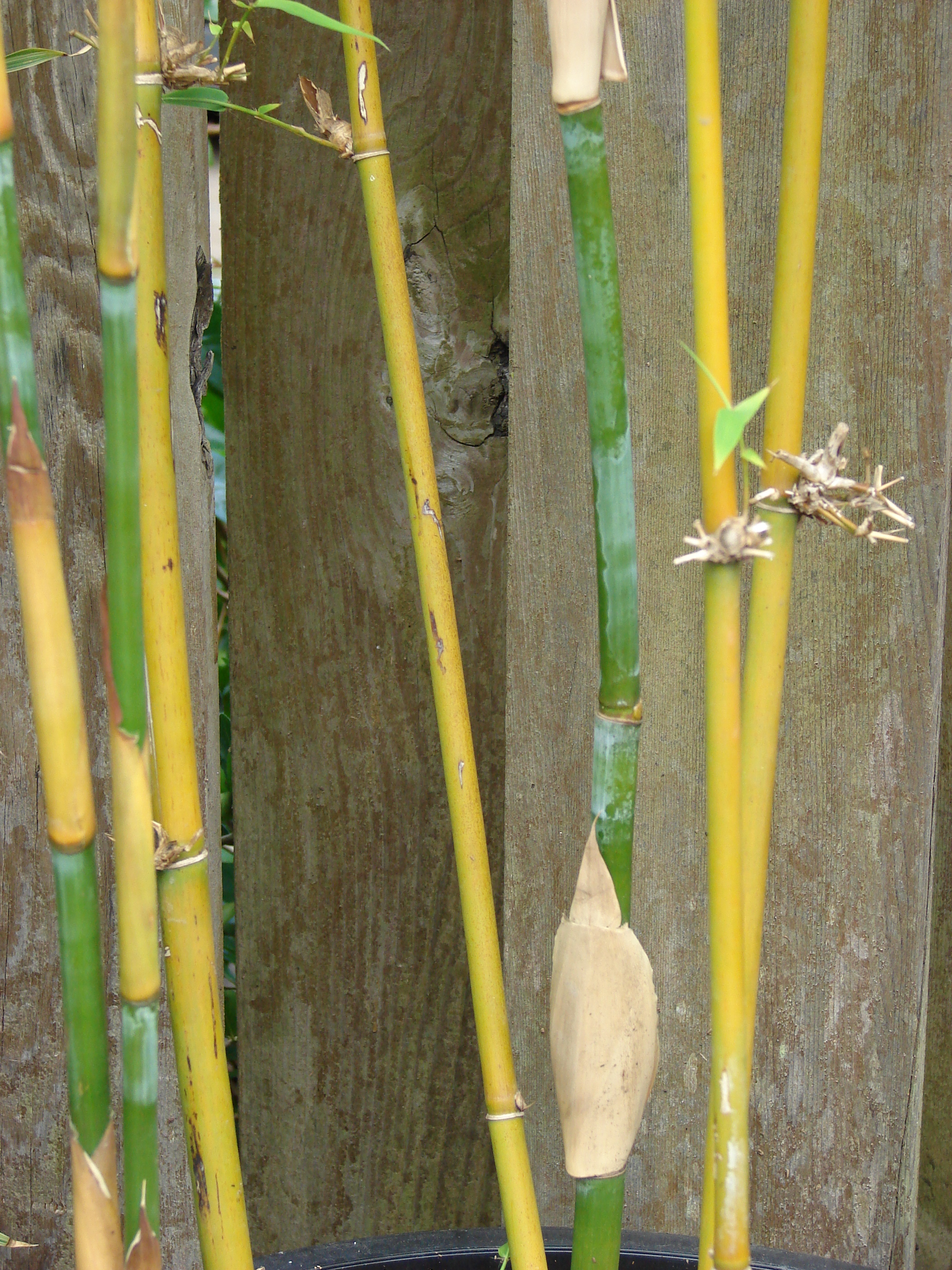